# Södermanlands runinskrifter 27
Södermanlands runinskrifter 27, Sö 27, är nedre delen av en runsten i granit som står vid det före detta kommunalkontoret i Vagnhärad i Trosa kommun i Södermanland. Den är omkring 1,2 meter hög, 1,1 meter bred och 0,2–0,3 meter tjock. Runhöjden är 7–8 centimeter, och inskriften vetter åt söder.
Stenen påträffades 1904 vid en bäck som från söder rinner ner i Trosaån mittför Åby gästgivargård, vid en krök omkring 90 steg från utloppet i Trosaån. Den ställdes ursprungligen upp på en gravhög i närheten (RAÄ Trosa-Vagnhärad 377:3), men flyttades senare till nuvarande plats. 

## Inskrift
Translitterering av runraden:
kuna uk · tufi · (u)... ... ... ... ... ... bruþur · sin · kuþ · hialbi
Normalisering till runsvenska:
Gunna ok Tofi o[k] ... ... ... ... ..., broður sinn. Guð hialpi.
Översättning till nusvenska:
Gunna och Tove och ..., sin broder. Gud hjälpe.
Erik Brate förmodar i Södermanlands runinskrifter att det saknade partiet utgörs av "och N.N. reste denna sten efter N.N.", vilket ger "Gunna och Tove och N.N. reste denna sten efter N.N., sin broder. Gud hjälpe."